# Joris Gnagnon
Joris Gnagnon (Bondy, prop de París, 13 de gener de 1997) és un futbolista professional francès que juga com a defensa.

## Carrera de club

### Rennes
Gnagnon es va formar al planter de l'Stade Rennais. Va debutar a la Ligue 1 el 16 de gener de 2016 contra el Troyes AC jugant la segona part sencera. Va marcar el seu primer gol a la Ligue 1 el 28 de gener de 2017 al derbi bretó contra el FC Nantes, que va servir per empatar el partit al minut 86.

### Sevilla
El 25 de juliol de 2018, Gnagnon va fitxar pel Sevilla FC per cinc anys. Gnagnon fou criticat el juliol de 2019 després d'entrar agressivament el jugador del Liverpool Yasser Larouci en un amistós de pretemporada a Boston, provocant que el rival, de 18 anys, deixés el camp lesionat i Gnagnon veiés una targeta vermella.
El 26 d'agost de 2019, Gnagnon va retornar a Rennes en una cessió per un any.
El 22 de setembre de 2021, Gnagnon fou donat de baixa pel Sevilla per manca de professionalisme, problemes de disciplina i forma física.

### Saint-Étienne
Després de ser bandejat pel Sevilla, Gnagnon va signar contracte amb l'Saint-Étienne francès, el 26 de novembre de 2021. No va aconseguir jugar cap partit amb el club, fins que el va deixar el 2022.

## Carrera internacional
El 25 de març de 2017, Gnagnon va debutar amb la selecció francesa sub-20. Fou el seu primer partit amb seleccions franceses per edats.
Posteriorment va triar de representar Costa d'Ivori, mercès al fet que la seva família és d'origen ivorià. Fou convocat amb Costa d'Ivori per primer cop el 19 de maig de 2017.
De tota manera, no hi va arribar a debutar, i el maig de 2018 va afirmar que no havia renunciat a jugar amb França. Llavors fou convocat amb la selecció francesa sub-21 per uns amistosos contra Suïssa i Itàlia el maig de 2018.